# Theridiosomatidae
Theridiosomatidae é uma família de aranhas caracterizada pela construção de teias cónicas. A família inclui cerca de 75 espécies agrupadas em 12 géneros.

## Taxonomia
A família Theridiosomatidae apresenta as seguintes subfamílias e géneros:
- Eperiotypinae
  - Epeirotypus O. P-Cambridge, 1894 — México à Costa Rica
  - Naatlo Coddington, 1986 — América Central e do Sul

- Ogulninae
  - Ogulnius O. P.-Cambridge, 1882 — América Central e do Sul, Sul da Ásia

- Platoninae
  - Chthonos Coddington, 1986 — Sul da África
  - Plato Coddington, 1986 — América do Sul

- Theridiosomatinae
  - Andasta Simon, 1895 — Sul da Ásia
  - Baalzebub Coddington, 1986 — Sul e centro da África, Austrália
  - Epilineutes Coddington, 1986 — México ao Brasil
  - Theridiosoma O. P.-Cambridge, 1879 — cosmopolita
  - Wendilgarda Keyserling, 1886 — América Central e do Sul, Ásia
  - Zoma Saaristo, 1996 — Seicheles

- incertae sedis
  - Parogulnius Archer, 1953 — EUA

## notas
1. ↑  Biology Catalog Arquivado em 6 de dezembro de  2009, no Wayback Machine..